# Deutscher Demokratischer Presseverein
Der Deutsche Demokratische Presseverein, anfangs Verband der Demokratischen Presse, war eine Vereinigung liberaler Zeitungsverleger und Journalisten zur Zeit der Weimarer Republik, die der Deutschen Demokratischen Partei (DDP) nahestanden.
Sein Vorläufer war die im Januar 1913 gegründete Freie Vereinigung der Fortschrittlichen Presse, die der Fortschrittlichen Volkspartei (FVP) nahestand. Nach Gründung der DDP im November 1918, an der führende Journalisten wichtigen Anteil hatten, begann sich bis zum ersten Parteitag im Juli 1919 eine Differenzierung in verschiedene Teilorganisationen und Interessenvereinigungen herauszubilden. So wurde der Verband der Demokratischen Presse konstituiert. Anfangs eine Journalistenvereinigung, wurde er bald mit einem Verlegerverein zusammengelegt und änderte damit auch den Namen.
1929 beschrieb der Zeitungswissenschaftler Otto Groth die Organisation so: „Er ist eine Vereinigung der Verleger, Redakteure und ständigen Mitarbeiter der demokratischen Presse und bezweckt neben persönlicher Annäherung die gemeinschaftliche Vertretung nach außen, auch der wirtschaftlichen Interessen, und Pflege der Beziehungen zu den Organisationen und den parlamentarischen Körperschaften der Deutschen Demokratischen Partei. […] Der Vorstand des Vereins steht in enger Fühlung mit der Parteileitung, regt die Abhaltung von Pressebesprechungen, Herausgabe von Informationen an, bespricht die allgemeinen Presseverhältnisse auch auf ihre politischen Auswirkungen hin mit der Parteileitung und berät diese in Fragen, die die Presse besonders angehen.“
Bei der Gründung im Anschluss an den Berliner DDP-Parteitag im Juli 1921 hatte er genau 100 Mitglieder. Er wählte als Vorsitzende Anton Kirchrath (Chefredakteur, Magdeburgische Zeitung), Curt Nebelung (Zeitungsverleger, Nordhausen, Nordhäuser Zeitung und General-Anzeiger) und Martin Wenck (Berlin, Berliner Börsen-Courier, Demokratische Rundschau). Der Verein erhielt 1919 das Recht, in den DDP-Parteiausschuss (erweitertes Führungsgremium, kleiner Parteitag, rund 150 Mitglieder) acht Personen zu entsenden.
In den DDP-Landesverbänden wurden ähnliche Strukturen geschaffen, so dass die DDP-nahe Presse Sitz und Stimme in Parteigremien bekam. Beispielsweise bestand in Bayern ein Landesverband der Demokratischen Presse in Bayern (LDPB), der am 26. Oktober 1919 gegründet wurde. Er bezweckte neben der Förderung beruflicher Interessen, die DDP-nahen Redakteure untereinander zu vernetzen und sie in der Organisation der DDP in Bayern zu repräsentieren. Im Landesausschuss der DDP Bayern war der LDPB durch zwei Mitglieder vertreten.
Sein Pendant bei der Deutschen Volkspartei (DVP) war der Presse-Verein der Deutschen Volkspartei, der am 22. Februar 1919 in Weimar als Nachfolger des Reichsvereins der nationalliberalen Presse gegründet worden war (Vereinsmitgliedschaft um 1925 etwa 150 Mitglieder).
Die liberalen Parteien des Kaiserreichs und der Weimarer Republik verfügten über praktisch keine Parteizeitungen im engeren Sinn und keine übergeordnete Presse-Organisation, wie sie bei der Sozialdemokratie (Verein Arbeiterpresse, VAP) und der katholischen Zentrumspartei (Augustinus-Verein zur Pflege der katholischen Presse) vorzufinden waren. SPD und Zentrum hatten eine verfestigte Parteiorganisation mit eigenem Vermögen an Verlagen, Druckereien und Zeitungsbetrieben, das über bestimmte Treuhänder und Vereine straff und zentralistisch gesteuert wurde. Bei den liberalen Parteien war nicht nur die Parteiorganisation relativ schwach, die Zeitungsunternehmen waren rein privat und bekannten sich nur mehr oder minder offen zur Partei oder ihrer Richtung. Sie achteten auf ihre Unabhängigkeit. Entsprechend gering war der Organisationsgrad. Die Bindung an die DDP erfolgte nur über einzelne Persönlichkeiten.
Kaum gegründet, versuchte der Verband bei den Parteigremien Vorteile für seine Journalisten geltend zu machen. Er äußerte den Wunsch, an den Sitzungen der Fraktionen, des Geschäftsführenden Ausschusses und des Hauptvorstandes der DDP mit beratender Stimme teilzunehmen. Der Geschäftsführende Ausschuss lehnte dies ab. Er empfahl stattdessen, sechs Mitglieder des Presseverbands in den Hauptvorstand zu wählen.
Der Presseforscher Kurt Koszyk beurteilt die Aktivitäten und Wirkung des Vereins als recht bescheiden. Die Journalisten hätten Klage darüber geführt, dass Parteivorstand und Fraktionen die eigene Presse zu wenig berücksichtigten; man erinnere sich ihrer immer nur dann, wenn man sie für bestimmte Zwecke brauche. Koszyk führt auch an, dass der Verein keinen Erfolg bei seinem Antrag hatte, für seine Mitglieder bei der Aufstellung der Reichsliste bei den Wahlen aussichtsreiche Plätze zu erhalten.
Anfangs war der Verein eher als Journalistenvereinigung gedacht. Für die Verlegerseite gründete sich im März 1920 der Deutsche Demokratische Presse-Verein e. V. Zu dieser Zeit verlor die DDP deutlich Unterstützung in öffentlicher Meinung und in der Presse. Das hatte nicht nur politische Gründe. Hinzu kamen massive wirtschaftliche Probleme in der Inflationszeit. Die Verlage litten unter Leserverlusten, Anzeigen- und Papiermangel. Die Papier- und Materialwirtschaft wurde noch wie während des Krieges zwangsbewirtschaftet; der Staat regelte die Zuteilung über die im Krieg etablierte Wirtschaftsstelle für das Deutsche Zeitungsgewerbe. Um dort zum Zuge zu kommen, war systematische Interessenvertretung nötig. Unterdessen investierten Industriekreise von Ruhr und Rhein, die der Deutschnationalen Volkspartei (DNVP) nahestanden, aus politischen, nicht wirtschaftlichen, Interessen systematisch schwache Zeitungen auf. Der DNVP-nahe Hugenberg-Konzern expandierte rasch und zog durch konkurrenzlos günstige Finanz- und Pressedienstleistungen bisher liberale Blätter in sein Fahrwasser.
Vor diesem Hintergrund versuchte ein Kreis von DDP-Politikern, Verlegern und Journalisten, eine gemeinsame Plattform gezielt zur Stärkung der DDP-nahen Zeitungen aufzubauen. Dabei ging es nicht um die großen DDP-nahen Verlage (z. B. Rudolf Mosse, Ullstein, Frankfurter Societät) und Großstadtzeitungen, sondern um kleine und mittelgroße Zeitungsverlage. Ähnlich wie die Presse-Dachorganisationen von SPD, Zentrum und Hugenberg-Konzern sollten die Zeitungen etwa bei der Papierbeschaffung und wirtschaftlichen Betriebsführung beraten und unterstützt werden.

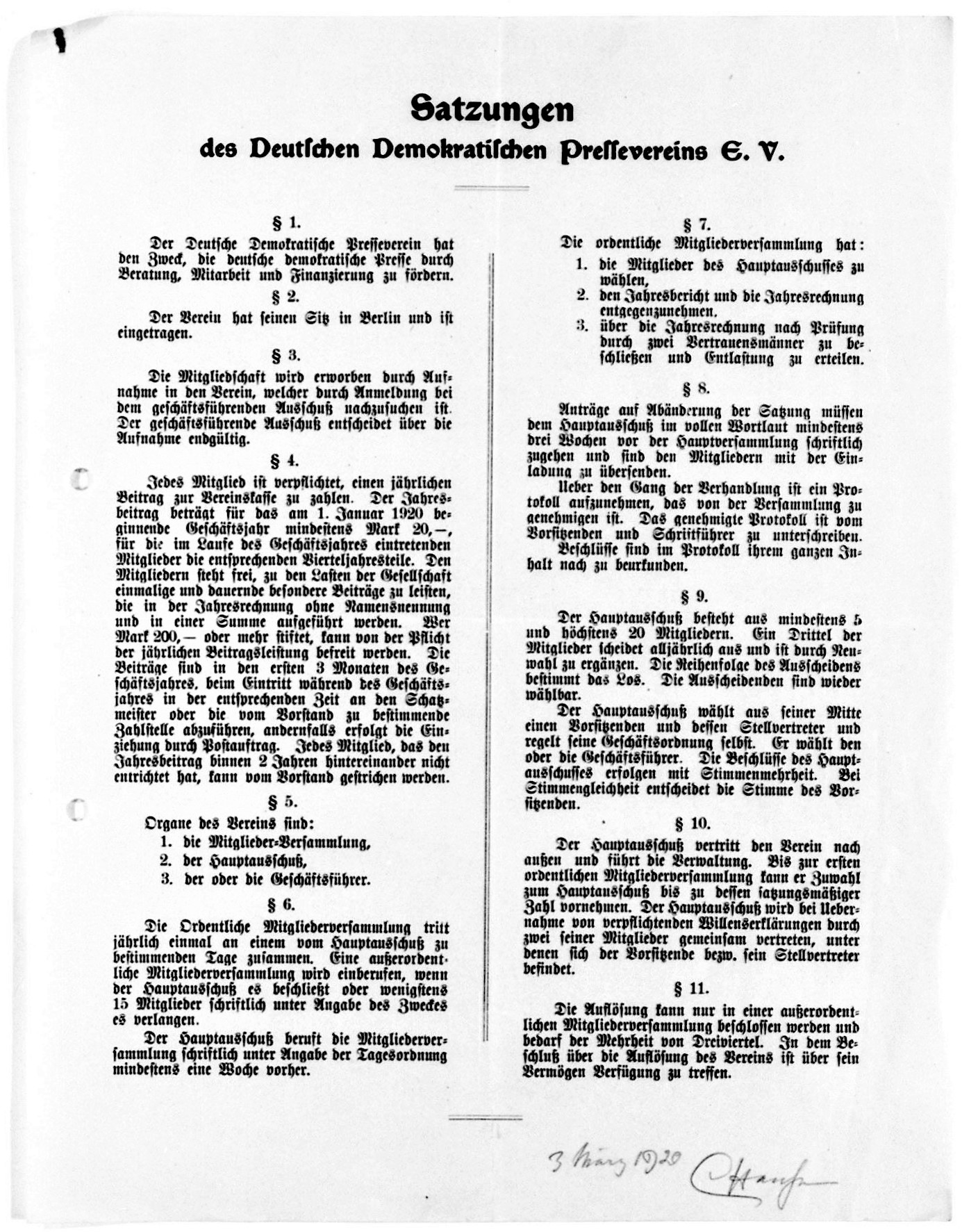
Satzung des Demokratischen Pressevereins vom 3. März 1920 aus dem Nachlass von Conrad Haußmann beim Landesarchiv Baden-Württemberg

In §1 der Satzung vom 3. März 1920 hieß es: „Der Deutsche Demokratische Presseverein hat den Zweck, die deutsche demokratische Presse durch Beratung, Mitarbeiter und Finanzierung zu fördern.“ Laut Satzung waren die Vereinsorgane die Mitgliederversammlung, der Hauptausschuss sowie der oder die Geschäftsführer. Der Hauptausschuss bestand aus mindestens fünf und höchstens 20 Mitgliedern. Ein Drittel der Mitglieder musste alljährlich ausscheiden und war durch Neuwahl zu ergänzen. Die Reihenfolge des Ausscheidens bestimmte das Los.

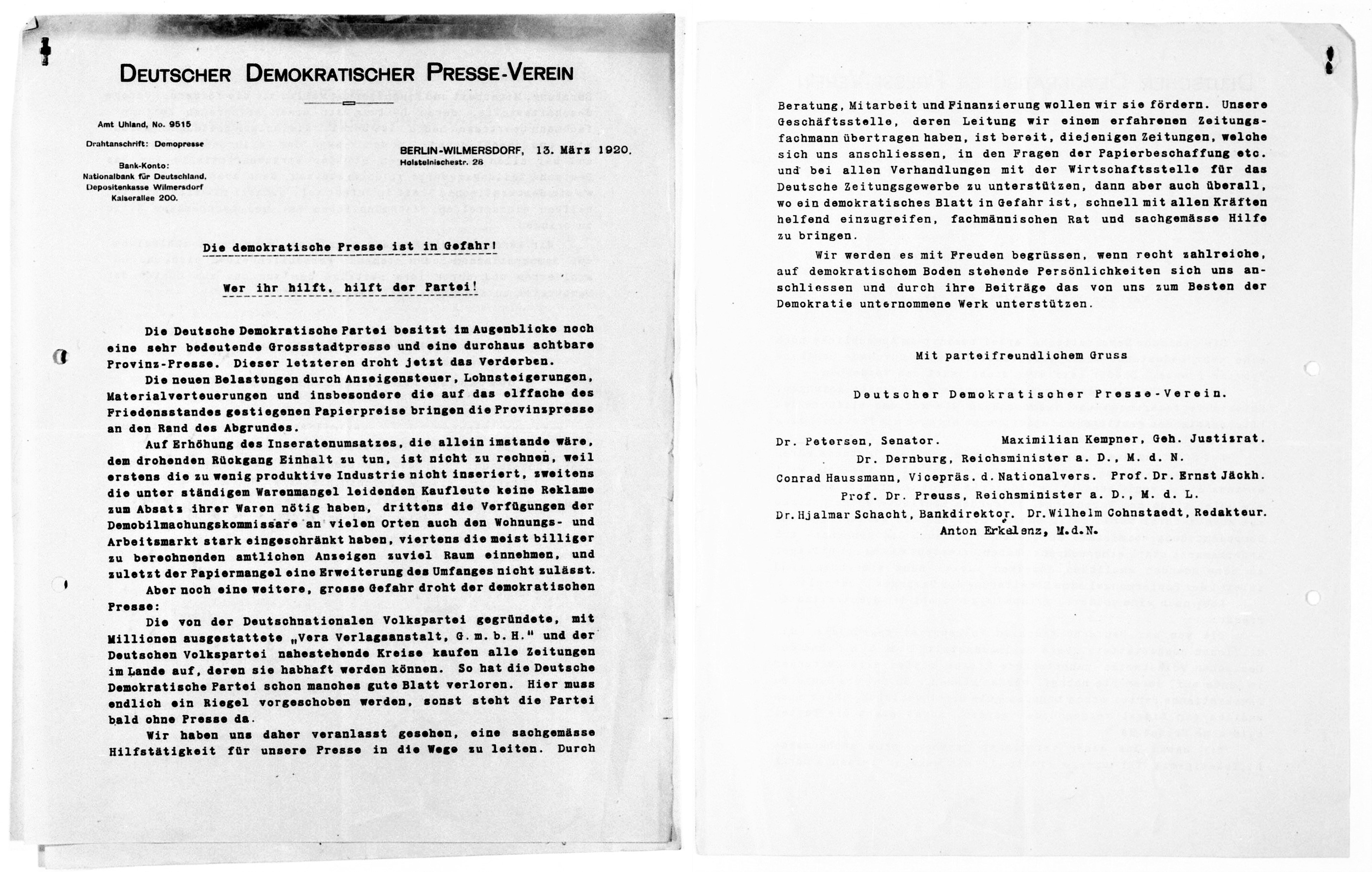
Werbebrief des Demokratischen Pressevereins vom 13. März 1920 aus dem Nachlass von Conrad Haußmann beim Landesarchiv Baden-Württemberg

Im März 1920 sandte der Verein einen Werbebrief an potenzielle Unterstützer. Unterzeichnet wurde er von den DDP-Politikern Carl Wilhelm Petersen (DDP-Vorsitzender 1919–1924), Maximilian Kempner, Bernhard Dernburg, Conrad Haußmann, Ernst Jäckh, Hugo Preuß, Hjalmar Schacht und Anton Erkelenz sowie – als einziger hauptberuflicher Redakteur, zugleich DDP-Vorstandsmitglied – Wilhelm Cohnstaedt von der Frankfurter Zeitung. Darin hieß es:
„Die Deutsche Demokratische Partei besitzt im Augenblicke noch eine sehr bedeutende Großstadtpresse und eine durchaus achtbare Provinzpresse. Dieser Letzteren droht jetzt das Verderben.
Die neuen Belastungen durch Anzeigensteuer, Lohnsteigerungen, Materialverteuerungen und insbesondere die auf das Elffache des Friedensstandes gestiegenen Papierpreise bringen die Provinzpresse an den Rand des Abgrundes.
Auf Erhöhung des Inseratenumsatzes, die allein imstande wäre, dem drohenden Rückgang Einhalt zu tun, ist nicht zu rechnen, weil erstens die zu wenig produktive Industrie nicht inseriert, zweitens die unter ständigen Warenmangel leidenden Kaufleute keine Reklame zum Absatz ihrer Waren nötig haben, drittens die Verfügungen der Demobilmachungskommissare an vielen Orten auch den Wohnungs- und Arbeitsmarkt stark eingeschränkt haben, viertens die meist billiger zu berechnenden amtlichen Anzeigen zu viel Raum einnehmen und zuletzt der Papiermangel eine Erweiterung des Umfangs nicht zulässt.

Aber noch eine weitere große Gefahr droht der demokratischen Presse: Die von der Deutschnationalen Volkspartei gegründete, mit Millionen ausgestatteter Vera Verlagsanstalt GmbH und der Deutschen Volkspartei nahestehende Kreise kaufen alle Zeitungen im Lande auf, deren sie habhaft werden können. So hat die Deutsche Demokratische Partei schon manches gute Blatt verloren. Hier muss endlich ein Riegel vorgeschoben werden, sonst steht die Partei bald ohne Presse dar.“
Bei der Spendenakquise hatte der Verein jedoch keinen großen Erfolg. Im Parteiausschuss legte der Leiter des DDP-Organisationsausschusses, Richard Frankfurter, im November 1921 seinen Jahresbericht ab und stellte ohne nähere Erläuterungen knapp fest: „Der Presseverein, der die kleine Presse finanziell stützen sollte, befindet sich in Liquidation.“
Im Oktober 1922 wurden die beiden Vereine de facto verschmolzen.
Für den Zweck, die DDP-nahe Provinzpresse durch Beratung und Finanzhilfen zu unterstützen, wurde 1922 auf Initiative von Anton Erkelenz und Richard Frankfurter ein neues Instrument geformt, der Verlag Neuer Staat.